# Yan Xiaonan
Yan Xiaonan (Shenyang, 16 de junho de 1989) é uma lutadora de artes marciais mistas (MMA) chinesa que compete no peso-palha, divisão do Ultimate Fighting Championship.

## Início
Yan estudou na Xi'an Sports University e foi apresentada ao MMA por seu treinador Xuejun Zhao em 2009.

## Carreira no MMA

### Primeiros anos
Yan começou a treinar artes marciais aos 13 anos de idade. Ela começou sua carreira profissional no MMA em 2009 e lutou em várias organizações da ásia. Ela acumulou um cartel de 7-1 (1) até ser contratado pelo UFC.

### Ultimate Fighting Championship
Yan foi a primeira lutadora feminina chinesa a lutar pelo UFC.
Yan fez sua estreia em 25 de novembro de 2017 contra Kailin Curran no UFC Fight Night: Bisping vs. Gastelum. Ela venceu a luta por decisão unânime.
Sua próxima luta veio em 23 de junho de 2018 no UFC Fight Night: Cowboy vs. Edwards contra Viviane Pereira. Yan venceu por decisão unânime.
Yan enfrentou Syuri Kondo em 24 de novembro de 2018 no UFC Fight Night: Blaydes vs. Ngannou 2. Ela venceu por decisão unânime.
Yan era esperada para enfrentar Felice Herrig em 8 de junho de 2019 no UFC 238: Cejudo vs. Moraes. Entretanto, em 30 de abril de 2019 foi anunciado que Herrig teve que se retirar da luta devido a uma lesão. Herrig foi substituída por Angela Hill. Yan venceu a luta por decisão unânime.
Yan enfrentou Karolina Kowalkiewicz em 22 de fevereiro de 2020 no UFC Fight Night: Felder vs. Hooker. Ela venceu por decisão unânime.

## Cartel no MMA
| Cartel no MMA   |             |            |
| 17 lutas        | 13 vitórias | 3 derrotas |
| Por nocaute     | 5           | 1          |
| Por finalização | 0           | 1          |
| Por decisão     | 8           | 1          |
| No contest      | 1           | 1          |

| Res.    | Cartel   | Oponente                | Método                                 | Evento                                   | Data       | Round | Tempo | Local              | Notas                                     |
| ------- | -------- | ----------------------- | -------------------------------------- | ---------------------------------------- | ---------- | ----- | ----- | ------------------ | ----------------------------------------- |
| Derrota | 17-4 (1) | Zhang Weili             | Decisão (unânime)                      | UFC 300: Pereira vs. Hill                | 13/04/2024 | 5     | 5:00  | Las Vegas, Nevada  | Pelo Cinturão Peso Palha Feminino do UFC. |
| Vitória | 17-3 (1) | Jéssica Andrade         | Nocaute Técnico (socos)                | UFC 288: Sterling vs. Cejudo             | 06/05/2023 | 1     | 2:20  | Newark, New Jersey | Performance da Noite.                     |
| Vitória | 16-3 (1) | Mackenzie Dern          | Decisão (majoritária)                  | UFC Fight Night: Dern vs. Yan            | 01/10/2022 | 5     | 5:00  | Las Vegas, Nevada  |                                           |
| Derrota | 15-3 (1) | Marina Rodriguez        | Decisão (dividida)                     | UFC 272: Covington vs. Masvidal          | 05/03/2022 | 3     | 5:00  | Las Vegas, Nevada  |                                           |
| Derrota | 15-2 (1) | Carla Esparza           | Nocaute Técnico (socos)                | UFC Fight Night: Font vs. Garbrandt      | 22/05/2021 | 2     | 2:58  | Las Vegas, Nevada  |                                           |
| Vitória | 15-1 (1) | Cláudia Gadelha         | Decisão (unânime)                      | UFC Fight Night: Santos vs. Teixeira     | 07/11/2020 | 3     | 5:00  | Las Vegas, Nevada  |                                           |
| Vitória | 14-1 (1) | Karolina Kowalkiewicz   | Decisão (unânime)                      | UFC Fight Night: Felder vs. Hooker       | 22/02/2020 | 3     | 5:00  | Auckland           |                                           |
| Vitória | 13-1 (1) | Angela Hill             | Decisão (unânime)                      | UFC 238: Cejudo vs. Moraes               | 08/06/2019 | 3     | 5:00  | Chicago, Illinois  |                                           |
| Vitória | 12-1 (1) | Syuri Kondo             | Decisão (unânime)                      | UFC Fight Night: Blaydes vs. Ngannou 2   | 24/11/2018 | 3     | 5:00  | Beijing            |                                           |
| Vitória | 11-1 (1) | Viviane Pereira         | Decisão (unânime)                      | UFC Fight Night: Cowboy vs. Edwards      | 23/06/2018 | 3     | 5:00  | Kallang            |                                           |
| Vitória | 10-1 (1) | Kailin Curran           | Decisão (unânime)                      | UFC Fight Night: Bisping vs. Gastelum    | 25/11/2017 | 3     | 5:00  | Shanghai           | Estreia no UFC.                           |
| NC      | 9-1 (1)  | Emi Fujino              | Sem Resultado (choque acidental)       | Road Fighting Championship 34            | 19/11/2016 | 1     | 2:48  | Shijiazhuang       | Choque de cabeça acidental.               |
| Vitória | 9-1      | Seo Hee Lim             | Nocaute Técnico (chute rodado e socos) | Road Fighting Championship 30            | 16/04/2016 | 1     | 3:28  | Beijing            |                                           |
| Vitória | 8-1      | Omnia Gamal             | Nocaute Técnico (socos)                | Road Fighting Championship 27            | 26/12/2015 | 1     | 0:23  | Jilin              |                                           |
| Vitória | 7-1      | Ye Hyun Nam             | Decisão (unânime)                      | Road Fighting Championship 27            | 26/12/2015 | 2     | 5:00  | Shanghai           |                                           |
| Vitória | 6-1      | Bayarmaa Munkhgerel     | Nocaute (soco)                         | WKF: Zhong Wu Fight Night                | 30/10/2015 | 1     | N/A   | Beijing            |                                           |
| Vitória | 5-1      | Dolores Meek            | Nocaute Técnico (socos)                | URCC 26                                  | 15/07/2015 | 1     | 3:25  | Pampang, Filipinas |                                           |
| Vitória | 4-1      | Xiaoying Wang           | Nocaute Técnico (socos)                | Xian Sports University: Ultimate Wrestle | 30/10/2010 | 2     | 0:29  | Guangzhou          |                                           |
| Derrota | 3-1      | Karina Hallinan         | Finalização (mata leão)                | Martial Combat 10                        | 16/09/2010 | 1     | 3:29  | Sentosa            |                                           |
| Vitória | 3-0      | Gina Iniong             | Decisão (unânime)                      | Martial Combat 6                         | 15/07/2010 | 3     | 5:00  | Sentosa            |                                           |
| Vitória | 2-0      | Jin Tang                | Nocaute Técnico (socos)                | Xian Sports University: Ultimate Wrestle | 21/11/2009 | 1     | 0:29  | Guangzhou          |                                           |
| Vitória | 1-0      | Lutador não reconhecido | Nocaute Técnico (socos)                | Xian Sports University: Ultimate Wrestle | 21/11/2009 | 1     | N/A   | Guangzhou          |                                           |